# آیکوکو کوتو
آیکوکو کوتو انگلیسی: 愛国公党 Aikoku Kōtō یک حزب در دوره میجی در ژاپن بود. این حزب در ژانویه ۱۸۷۴ توسط ایتاگاکی تایسوکه، اتو شیمپی، گوتو شوجیرو و دیگران به عنوان بخشی از جنبش آزادی و حقوق مردم (ژاپن) تشکیل شد. هدف این حزب این بود که تقاضای تشکیل یک مجمع ملی را به دولت میجی بدهد. از ترس دستگیری پس از شکست شورش ساگا، ایتاگاکی تایسوکه این حزب را به زودی پس از بنیان‌گذاری اش منحل کرد.